# Pesadão
"Pesadão" é uma canção da cantora brasileira Iza que conta com a participação especial de Marcelo Falcão, vocalista do grupo O Rappa. Foi lançado no dia 5 de outubro de 2017 pela gravadora Warner Music como primeiro single para o seu álbum de estreia, Dona de Mim  (2018). O videoclipe foi lançado, no canal oficial da cantora no YouTube, no mesmo dia. A canção foi composta pela própria cantora em parceria com Falcão.

## Composição
Pesadão foi composta pela própria artista em parceria com o cantor Marcelo Falcão. “Essa letra veio para definir muita coisa que eu quero falar para a sociedade. Demais saber que Falcão topou fazer parte dessa história. Essa música fala por mim, traz minha história, traz minha vivência”, conta Iza. É uma música de gênero reggae fusion e R&B, que incorpora elementos estilísticos do rap e do pop. Segundo a cantora: "Essa música fala por mim, fala que nós juntos somos mais fortes. "Pesadão" fala sobre a superação, é uma voz de representatividade, de empoderamento, levantando questões de quebra de padrões. No clipe a gente mostra isso".

## Videoclipe
O videoclipe foi gravado no Rio de Janeiro, na Fábrica Bhering e no Viaduto de Madureira, berço do icônico baile charme de Madureira, sob direção de Felipe Sassi, onde IZA e Marcelo Falcão contracenam em total sintonia. Foi lançado no YouTube, no dia 5 de outubro de 2017. Com mais de 30 profissionais envolvidos na produção, "Pesadão" conta com 4 cenários, 4 figurinos para Iza, 14 dançarinos e 16 figurantes. Em apenas 24 horas, foram mais de 300 mil visualizações, e menos de dois dias, a cantora já somava quase 600 mil visualizações.
"Pesadão" também apresenta uma pluralidade de cores e pessoas. O conceito visual de arte urbana exibe grafites e cores que saltam da tela – a profusão de cores remete, também, a cultura africana. Com referências totalmente urbanas e muita informação de moda dos anos 90.“A ideia original veio da própria IZA e partir daí criamos um roteiro juntos. A ideia central do clipe é a união, mostrar que juntos podemos muito mais. Usar da música como uma voz de representatividade, de empoderamento, singularidade. O bonde “pesadão” levanta a questão de quebra de padrões e os protagonistas dessa história se sobressaem, meio a um cenário opaco onde as cores, o brilho, os diferentes estilos, atitudes ganham vida.” — Felipe Sassi comentando sobre o processo criativo do clipe.

## Promoção
Antes do lançamento, Iza apresentou a canção no programa de TV Encontro com Fátima Bernardes, da Rede Globo, horas antes de liberar o single nas plataformas digitais. A canção foi interpretada por IZA e Projota no Prêmio Multishow 2017.

## Faixas
"Pesadão" foi lançada como single em streaming no serviço Spotify e para download digital na Google Play, contendo somente a faixa, com duração total de três minutos e vinte e um segundos.

##### Streaming
| N.º | Título                                           | Compositor(es)               | Duração |  |
| 1.  | "Pesadão" (com a participação de Marcelo Falcão) | Marcelo Falcão, Isabela Lima | 3:21    |  |

## Desempenho nas tabelas musicais
| Tabela musical (2017)         | Melhor posição |
| ----------------------------- | -------------- |
| (Brasil Hot 100 Airplay)      | 41             |
| (Billboard Hot Pop & Popular) | 1              |
| (Top 50 Streaming Mensal)     | 13             |

## Histórico de lançamento
| País  | Data                 | Formato(s)        | Gravadora    |
| ----- | -------------------- | ----------------- | ------------ |
| Mundo | 5 de outubro de 2017 | Streaming airplay | Warner Music |